# Theológos (ort i Grekland, Östra Makedonien och Thrakien)
Theológos (Theologos) är en ort i Grekland.   Den ligger i prefekturen Nomós Kaválas och regionen Östra Makedonien och Thrakien, i den nordöstra delen av landet, 300 km norr om huvudstaden Aten. Theológos ligger 233 meter över havet och antalet invånare är 636. Den ligger på ön Thassos.
Terrängen runt Theológos är huvudsakligen kuperad, men åt nordost är den bergig.  Närmaste större samhälle är Limenária, 10,4 km väster om Theológos. 